# Arrhenocnemis
Arrhenocnemis is een geslacht van libellen (Odonata) uit de familie van de Megapodagrionidae (Vlakvleugeljuffers).

## Soorten
Arrhenocnemis omvat 2 soorten:
- Arrhenocnemis amphidactylis Lieftinck, 1949
- Arrhenocnemis sinuatipennis Lieftinck, 1933